# Асмір Авдукич
Асмір Авдукич (босн. Asmir Avdukić, нар. 13 травня 1981, Бреца) — боснійський футболіст, воротар клубу «Борац» (Баня-Лука).
Виступав, зокрема, за клуб «Челік», а також національну збірну Боснії і Герцеговини.

## Клубна кар'єра
У дорослому футболі дебютував 2001 року виступами за «Челік», в якому провів чотири сезони, взявши участь у 108 матчах чемпіонату. Більшість часу, проведеного у складі «Челика», був основним гравцем команди.
На початку 2006 року перейшов в хорватський «Камен Інград», де провів увесь наступний рік, після чого повернувся на батьківщину і виступав у складі клубів«Травник», «Слобода» (Тузла), «Радник» (Бієліна) та «Рудар» (Прієдор), але ніде надовго не затримувався.
В липні 2010 року став гравцем «Бораца» (Баня-Лука), з яким в першому ж сезоні виграв національний чемпіонат.
У лютому 2012 року Авдукіч був орендований іранським клубом «Персеполіс». Однак він не міг бути включений в заявку на друге коло чемпіонату Ірану та виступав за команду лише в Лізі чемпіонів АФК. У загальній складності Авдукіч провів за іранський клуб 7 матчів, після чого повернувся в «Борац». Наразі встиг відіграти за команду з Баня-Луки 86 матчів в національному чемпіонаті.

## Виступи за збірну
Виступав у юнацьких та молодіжних збірних Боснії. Дебютував в основній 28 квітня 2004 в матчі з Фінляндією. Після цього довгий час не викликався в збірну, проте все ж 17 листопада 2010 провів свій другий матч проти Словаччини (був викликаний в збірну за рішенням Сафет Сушич).
28 квітня 2004 2004 року дебютував в офіційних матчах у складі національної збірної Боснії і Герцеговини в грі зі збірною Фінляндії. Після цього довгий час не викликався в збірну, проте все ж 17 листопада 2010 року провів свій другий матч проти збірної Словаччини (був викликаний в збірну за рішенням Сафет Сушича). 6 лютого 2013 року зіграв свій третій матч за збірну у товариській грі проти збірної Словенії. Наступного року у складі збірної був учасником чемпіонату світу 2014 року в Бразилії.
Наразі провів у формі головної команди країни 3 матчі.

## Досягнення
- Чемпіон Боснії і Герцеговини: 2010/11